# Põhja-Sakala
Die Landgemeinde Põhja-Sakala (estnisch Põhja-Sakala vald, deutsch auch Nord-Sakala) ist eine von drei Landgemeinden im südestnischen Kreis Viljandi. Sie wurde 2017 im Rahmen einer Gebietsreform aus der Stadt Võhma und den Gemeinden Suure-Jaani, Kõo und Kõpu neu gegründet und hat rund 7.700 Einwohner und 1.153 km² Fläche. Hauptort der Gemeinde ist Suure-Jaani.

## Geografie
Põhja-Sakala liegt im Nordwesten des Kreises Viljandi und grenzt im Westen an den Kreis Pärnu, im Norden an die Kreise Järva und Jõgeva und im Süden an Viljandi und Mulgi, die anderen beiden Landgemeinden im Kreis. Die meisten Siedlungen, inklusive der Städte Suure-Jaani und Võhma liegen im Osten der Gemeinde in einem Korridor, der sich von Viljandi aus Richtung Tallinn, der estnischen Hauptstadt zieht. Der mittlere Gemeindeteil ist überwiegend unbewohnt und beheimatet den Großteil des Nationalparks Soomaa. Einen zweiten Siedlungsschwerpunkt bildet die Stadt Kõpu im äußersten Südosten.

## Gliederung
Der Hauptort Suure-Jaani und die ehemals eigenständige Stadt Võhma sind als gemeindeangehörige Städte (linna) Mitglied der Gemeinde. Kõpu und Olustvere sind als Großdörfer (alevikud) verzeichnet.
Das übrige Gemeindegebiet besteht aus 70 Dörfern (küla), die teilweise nur wenige Einwohner haben:
Aimla, Ängi, Arjadi, Arjassaare, Arussaare, Epra, Iia, Ilbaku, Ivaski, Jälevere, Jaska, Kabila, Kangrussaare, Kärevere, Karjasoo, Kerita, Kibaru, Kildu, Kirivere, Kobruvere, Kõidama, Koksvere, Kõo, Kootsi, Kuhjavere, Kuiavere, Kuninga, Kurnuvere, Laane, Lahmuse, Lemmakõnnu, Lõhavere, Loopre, Maalasti, Mäeküla, Metsküla, Mudiste, Munsi, Navesti, Nuutre, Paaksima, Paelama, Paenasti, Pilistvere, Punaküla, Põhjaka, Päraküla, Rääka, Reegoldi, Riiassaare, Sandra, Saviaugu, Seruküla, Soomevere, Supsi, Sürgavere, Tääksi, Taevere, Tällevere, Tipu, Uia, Ülde, Unakvere, Vanaveski, Vastemõisa, Venevere, Vihi, Võhmassaare, Võivaku, Võlli